# Kiriki
Luis Iruretagoiena Aiestaran, detto Kiriki (Zarautz, 21 giugno 1907 – 19 ottobre 1965) è stato un calciatore spagnolo, di ruolo attaccante.

## Carriera

### Club
Ha sempre giocato nel campionato spagnolo.

### Nazionale
Ha collezionato tre presenze con la propria nazionale.